# Maharai börtönlázadás
A maharai börtönlázadás egy olyan gyújtogatásos támadás volt, mely a börtönben fogva tartottak és a rendőrség között zajlott le 2020. november 29–30-án Srí Lankán, a főváros,  Colombo külvárosában, Maharában a maharai börtönben. A jelentések szerint november 30-ig nyolc rabot megöltek, 71 rab és két őr súlyosan megsebesült a börtönlázadásban. Hogy ellenőrzésük alatt tartsák a történteket, a rendőrök tüzet nyitottak a gyújtogatókra, hogy ezzel akadályozzák meg a kitörésüket. A lövöldözés után tűz is keletkezett. Gyorsan kiderült, hogy a rabok a börtönön belüli konyhai helyiségeket lobbantották lángra, és két őrt túszul ejtettek. A  zendülésre azután került sor, hogy spekulációk kezdtek arról terjedni, hogy a COVID–19-cet okozó koronavírussal fertőzött rabokat száma jelentősen elemelkedik közöttük. Kezdetben a rabok azt követelték a lázadásukon, hogy a hivatalos szervek és a hatóságok emeljék meg a PCR-tesztelések számát, miután egy újabb COVID-19-hullám érte el a Srí Lanka-i börtönöket. A lázadás előtt 12 rabnál mutatták ki, hogy megfertőződtek a koronavírussal.
A rendőrség szóvivője, Ajith Rohana azt állította, hogy a rabok elégedetlenségükkel feszültséget keltettek egymás között, és így alakult ki a lázadás. A rabok megpróbálták kitörni a falat is, hogy azon keresztül menekülhessenek el. Azt is megemlítette, hogy a foglyok megszökésének megakadályozására nyitottak tüzet a rendőrök. Két őr is megsebesült, akiket kimenekítettek és kórházba szállítottak. Több mint 200 rendőrt küldtek a konfliktus kezelésére. December 1-jén azt írták, további 36 rab sebesült meg, így az összes sebesült száma már 107 volt. A november 29-én este kezdődött lázadás november 30-án délután ért véget.

## Előzmények
Srí Lanka, mely a pandémia első hullámának kezelésében sikeres volt, október elején hirtelen emelkedést tapasztalt a COVID–19-fertőzésekben, melyek többsége a népszerű ruhákat gyártó Brandixnél és Peliyagoda halpiacánál fordult elő. A második hullám a börtönöket is komolyan érintette, ahol 2020 októbere óta mintegy 1000 esetet regisztráltak. Ennek hatására a foglyok éhséglázadásba kezdtek, és jobb körülményekért tüntettek, ezen kívül jobb egészségügyi ellátást akartak kicsikarni. Több egybehangzó forrás szerint Srí Lanka börtönei túlzsúfoltak, összesen mintegy 26 000 rabot tartanak fogva. Két rab meghalt a koronavírus maitt 2020 novemberében.

## Következmények
A nyolc fogoly holttestét Ragama tankórházába szállították. C. D. Wickramaratne rendőr főfelügyelő elrendelte, hogy a Bűnügyi Vizsgálati Osztály mihamarabb indítson vizsgálatot a maharai lázadás miatt. A vizsgálatra egy vezető rendőrt neveztek ki. Mind a 71 embert, közük a két rendőrt is a ragamai tankórházba szállították. 2020. november 30-án Ajith Rohana beismerte, hogy a maharai börtönkórház egyik vezetője volt az egész lázadás ötletgazdája. Ali Sabry Srí Lanka-i igazságügyminiszter egy öttagú csapatot állított fel a történtek kivizsgálására.
A halálos áldozatok száma 11-re emelkedett december 2-ára. Az ország elmúlt nyolc évében ez volt a legsúlyosabb börtönlázadás, és Ali Szabri igazságügyi miniszter bejelentette: a zsúfoltság enyhítésére 607 rabot amnesztiában részesítenek.